# Дюссельдорф-Книтткуль
Книтткуль (нем. Knittkuhl) — один из 50 районов Дюссельдорфа, расположенный в 7-м округе города.

## Географическое положение
Книтткуль является жилым массивом на окраине Дюссельдорфа, к северо-западу от Бергишских казарм и к востоку от Аперского леса (Aaper Wald). Он расположен на высоких холмистых террасах Рейна.

## История
Территория сегодняшнего Книтткуля исторически принадлежала к хонншафту (Honnschaft) Хассельбек в герцогстве Берг, а с 1930 года к общине Хассельбек-Шварцбах (Hasselbeck-Schwarzbach) в административном Дюссельдорф-Меттманн (Kreis Düsseldorf-Mettmann). В этом месте размещались три крестьянские хозяйства: одноименное Ин дер Книтткуле (In der Knittkuhle), а также Ин дер Флитен (In der Flieten) и Ноенхоф (Neuenhof). Нынешнее поселение было построено в 1960-х годах для солдат и офицеров соседних Бергишских казарм, а также для гражданских служащих администрации военного района III на улице Вильгельма-Раабе Дюссельдорфа и состоит из одно- и многоквартирных низкоэтажных зданий.
Поскольку часть поселения в то время была заселена британскими солдатами, то в народе жилой массив называли «поселением НАТО». Местные жители ещё помнят постановления английских оккупационных властей, например: «Пожалуйста, не позволяйте солдатским женщинам ходить в церковь в переднике и с бигуди в волосах».
Когда 1 января 1975 года муниципалитет Хассельбек-Шварцбах был поделен между Дюссельдорфом и Ратингеном, поселение Книтткуль перешло в Дюссельдорф и было отнесено к району Хуббелрат (Hubbelrath) в округе 7. 13 февраля 2014 года городской совет Дюссельдорфа принял решение отделить поселение Книтткуль от Хаббелрата и образовать из него пятидесятый район Дюссельдорфа.

## Инфраструктура
Книтткуль является типичным спальным районом Дюссельдорфа. В нём функционируют два детских сада, общинная начальная школа, католическая приходская церковь Св. Виктора и Евангелический общинный центр Хуббельрат. Местные спортивные клубы SSV Knittkuhl и 1. FC Knittkuhl проводят спортивные мероприятия, а Ассоциация Kulturfreunde Knittkuhl — культурные и молодежные мероприятия.

## Туризм
Вокруг Книтткуля проложено несколько маркированных туристских троп и велодорожек.